# Vicia cretica
Vicia cretica ist eine Pflanzenart der Wicken  in der Unterfamilie der Schmetterlingsblütler (Faboideae). Sie ist im Bereich der Ägäis verbreitet.

## Beschreibung

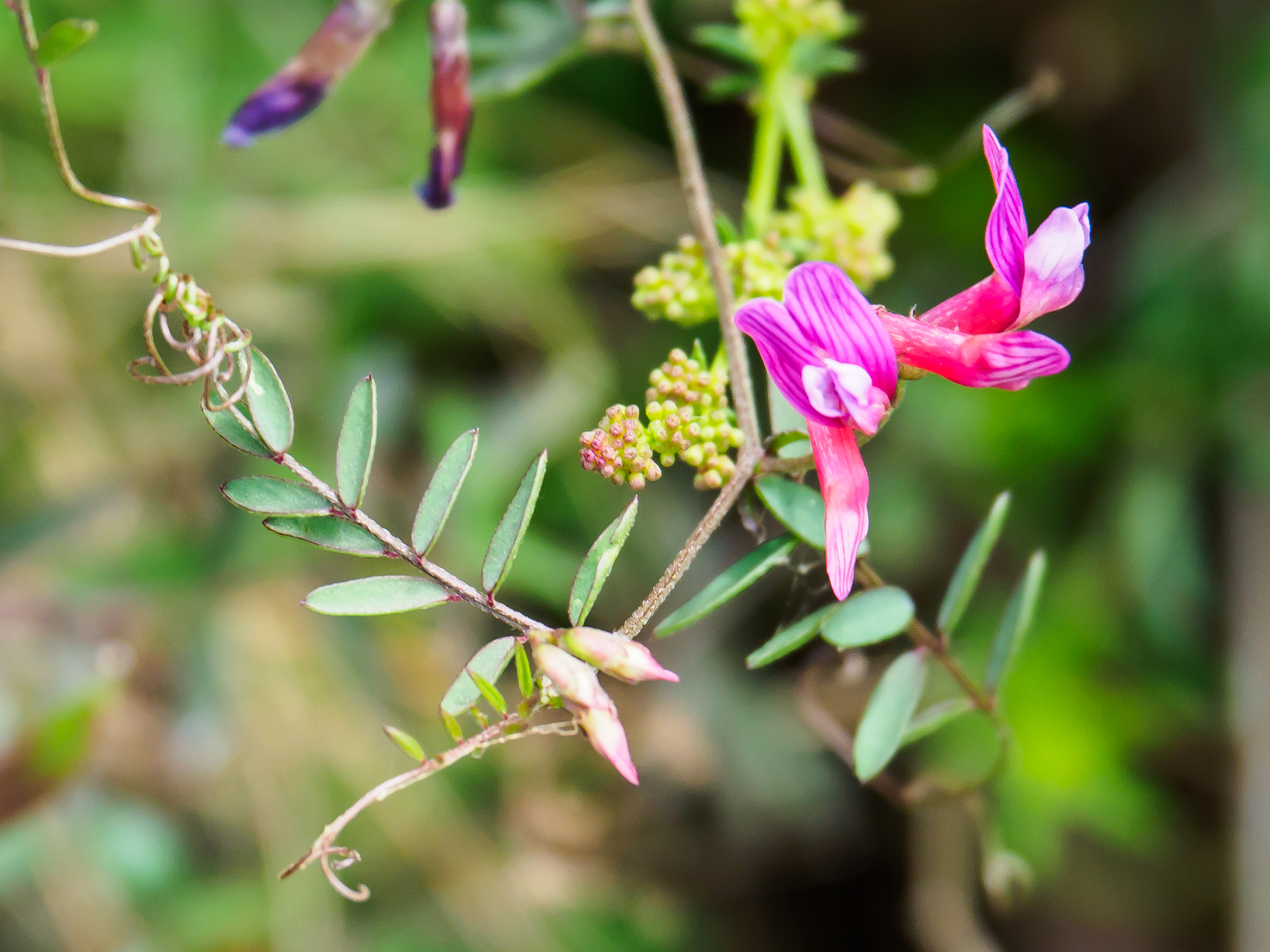
Blätter mit Fiederblättchen und Ranken

Vicia cretica ist eine einjährige, krautige Pflanze. Sie ist spärlich behaart und wird 10–30 cm groß. Die Laubblätter sind paarig gefiedert, wobei meist 6 bis 8 länglich-elliptische Fiederblättchen gebildet werden, die grannenartig zugespitzt sind. Am Blattende befinden sich Ranken. Die Nebenblätter sind ganzrandig.
Der Blütenstand ist eine  Traube mit 1–5 Blüten. Der Kelch ist am Grunde etwas bauchig, die Kelchzähne sind ungleich und können kürzer oder länger als die Kelchröhre sein. Die  Krone ist 9–20 mm lang, weiß oder gelblich, mit einer violetten Spitze. Die Platte der Fahne ist zurückgebogen. Die Blütezeit reicht vom Februar bis in den Mai.
Die 2–3 cm langen Hülsen sind kahl und kurz geschnäbelt. Sie  enthalten 4–5 Samen.
Die Chromosomenzahl beträgt 2n = 14.

## Verbreitung und Standortansprüche
Vicia cretica  kommt  auf den Ägäischen Inseln, insbesondere Kreta, auf Zypern und in der Türkei vor.
Sie wächst in der Phrygana, in Hecken und auf felsigem Grund.

## Taxonomie und Systematik
Vicia cretica wurde 1849 von Pierre Edmond Boissier und Theodor von Heldreich in Diagnoses Plantarum Orientalium novarum Serie 1 Band 9 Seite 118 erstbeschrieben.
Die Art Vicia cretica gehört zur Sektion Panduratae  aus der Untergattung Vicilla in der Gattung der Wicken (Vicia). 
Es werden zwei Unterarten unterschieden:
- Vicia cretica subsp. cretica: Traube gleich lang oder kürzer als die Blätter, Kelch 3–5 mm lang, Krone 9–16 mm lang. Im ganzen Verbreitungsgebiet mit Ausnahme der meisten Inseln der Kykladen.
- Vicia cretica subsp. aegaea (Halácsy) P.W. Ball: Traube länger als die Blätter, Kelch 5–8 mm lang, Krone 18–20 mm lang. Das Verbreitungsgebiet sind die Kykladen.

## Nachweise